# أليس إيف
أليس صوفيا إيف (بالإنجليزية: Alice Eve)‏ (ولدت في 6 فبراير 1982) هي ممثلة إنجليزية شاركت في العديد من الأفلام منها من إن بلاك 3 وستار تريك إلى الظلام.

## حياتها
ولدت اليس في لندن، انكلترا، وهي ابنة الممثلين الإنجليزي تريفور وموغان شارون لديها اثنين من الأخوة درست في مدرسة وستمنستر في لندن وتعيش حاليا في لندن ولوس انجلوس. تزوجت أليس في 2014 رجل الأعمال أليكس كوبر سميث، والذي كان حبيبها أيام المدرسة الثانوية.

## أفلامها
| سنة  | عنوان                                   | دور                   | ملاحظة                |
| ---- | --------------------------------------- | --------------------- | --------------------- |
| 2004 | Stage Beauty                            | الآنسة فراين          |                       |
| 2006 | Starter for 10                          | أليس هاربنسون         |                       |
| 2006 | Big Nothing                             | جوزي                  |                       |
| 2007 | The Amazing Trousers                    | كوليت                 | فيلم قصير             |
| 2009 | Crossing Over                           | كلير شيبيرد           |                       |
| 2010 | She's Out of My League                  | مولي                  |                       |
| 2010 | Sex and the City 2                      | ايرين                 |                       |
| 2011 | The Decoy Bride                         | لارا تايلور           |                       |
| 2012 | ATM                                     | إميلي براندت          |                       |
| 2012 | The Raven                               | إيميلي هاميلتون       |                       |
| 2012 | رجال ذو بزات سوداء 3                    | العميلة o (في شبابها) |                       |
| 2012 | Decoding Annie Parker                   | لويز                  |                       |
| 2012 | Please, Alfonso                         | انابيل                | فيلم قصير             |
| 2012 | Decoding Annie Parker                   | لويس                  |                       |
| 2013 | Some Velvet Morning                     | فيلفيت                |                       |
| 2013 | Star Trek Into Darkness                 | كارول ماركوس          |                       |
| 2013 | Cold Comes the Night                    | كلوي                  |                       |
| 2014 | Night at the Museum: Secret of the Tomb | غوينيفير              | دور خفي مع هيو جاكمان |
| 2014 | Dirty Weekend                           | ناتالي هاميلتون       |                       |
| 2014 | Before We Go                            | بروك دالتون           |                       |
| 2014 | Death of a Farmer                       |                       | منتج                  |
| 2015 | Criminal                                |                       | منتج                  |
| 2016 | Beyond Deceit                           | شارلوت                | منتج                  |

## روابط خارجية
- أليس إيف على موقع IMDb (الإنجليزية)
- أليس إيف على موقع روتن توميتوز (الإنجليزية)
- أليس إيف على موقع ألو سيني (الفرنسية)
- أليس إيف على موقع تيرنر كلاسيك موفيز (الإنجليزية)
- أليس إيف على موقع أول موفي (الإنجليزية)
- أليس إيف على موقع بوكس أوفيس موجو (الإنجليزية)
- أليس إيف على موقع قاعدة بيانات برودواي على الإنترنت (الإنجليزية)
- أليس إيف على موقع قاعدة بيانات الأفلام السويدية (السويدية)
- أليس إيف على موقع إن إن دي بي (الإنجليزية)
- أليس إيف على موقع ديسكوغز (الإنجليزية)